# Préfecture de Nzérékoré
La préfecture de Nzérékoré est une subdivision administrative de la Guinée, dans la région de Nzérékoré. La ville de Nzérékoré en est le chef-lieu.

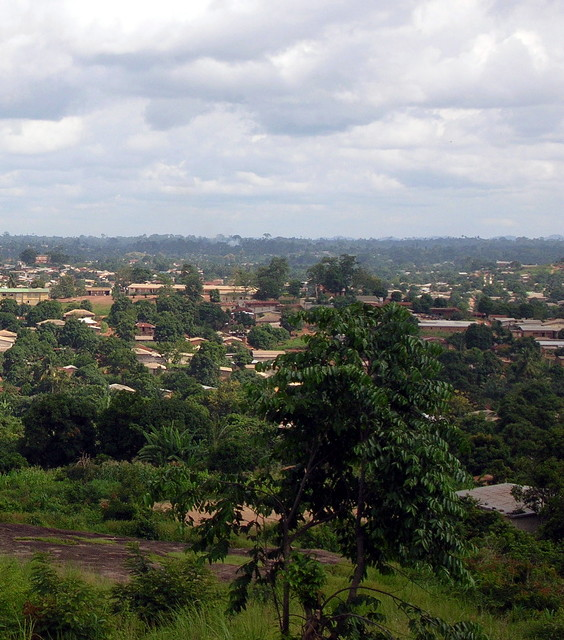
Nzérékoré, Guinée

## Population
En 2016, la préfecture comptait 423 951 habitants.

## Subdivision administrative
La préfecture de Nzérékoré est subdivisée en onze (11) sous-préfectures: Nzérékoré-Centre, Bounouma, Gouécké, Kobéla, Koropara, Koulé, Palé, Samoé, Soulouta, Womey et Yalenzou.